# Tübingen (Schiff, 1958)
Das Minenjagdboot Tübingen (M1074) war eines von insgesamt 18 Booten der Lindau-Klasse (Klasse 320) der Deutschen Bundesmarine. Es wurde ursprünglich als Küstenminensuchboot auf der Burmester Werft in Bremen-Burg gefertigt und am 25. September 1958 in Dienst gestellt. Die Tübingen wurde ab dem 30. Mai 1975 zu einem Minenjagdboot der Klasse 331 umgebaut und ab 20. März 1978 als solches von der Bundesmarine eingesetzt.
Am 26. Juni 1997 wurde die Tübingen ausgemustert. Die meisten der Schwesterboote wurden im Anschluss an verschiedene Länder verkauft, darunter Südafrika, Georgien, Lettland, Estland und Litauen. Ein Exemplar dient heute am Rhein als Jugendtreff. Die Tübingen stellte eine Ausnahme dar: Sie wurde 1997 an einen italienischen Privateigner verkauft, der sie zu einer Motorjacht umgebaut hat.
Alle Boote der Lindau-Klasse sind nach deutschen Städten benannt, woraus sich immer eine patenschaftliche Beziehung entwickelt hat. Die Tübinger Patenschaft wurde bis in die 1990er Jahre intensiv durch gegenseitige Besuche und Geschenke gepflegt. Von diesem Verhältnis zeugt noch ein Modell der Tübingen im Rathausanbau im ersten Obergeschoss. Über den kommunalen Bezug sollte eine positive Verbindung der deutschen Bevölkerung zur Bundeswehr geschaffen werden, um den Gedanken der Wiederbewaffnung zu popularisieren. Die Schiffsuhr gelangte durch die Schenkung von Erich Stahn aus Schwebheim in den Besitz des Tübinger Stadtmuseums.